# Élections sénatoriales de 2014 en Haute-Savoie
Les élections sénatoriales de 2014 en Haute-Savoie ont lieu le dimanche 28 septembre 2014. Elles ont pour but d'élire les trois sénateurs représentant le département au Sénat pour un mandat de six ans.

## Contexte départemental
La Haute-Savoie fait partie des départements appartenant, avant la réforme de l'élection des sénateurs, à la série C. La moitié de cette série, dont les sénateurs ont été renouvelés pour la dernière fois en 2004, a été intégrée à la nouvelle série 1 renouvelée en 2011, l'autre moitié, dont la Haute-savoie, rejoint la Série 2 renouvelable en 2014. Les sénateurs sortants ont donc effectué un mandat de 9 ans, prolongé d'un an par le décalage des élections municipales et sénatoriales de 2007. 
Lors des élections sénatoriales de 2004 en Haute-Savoie, les trois sénateurs sortants avaient été confortablement réélus dès le premier tour, au scrutin majoritaire. Deux d'entre eux appartiennent à l'UMP -Pierre Hérisson, qui ne se représente pas en 2014, et Jean-Claude Carle - et le dernier, Jean-Paul Amoudry qui lui non plus ne brigue pas un nouveau mandat, siège au sein du groupe centriste. 
Depuis 2004, le collège électoral, constitué des grands électeurs que sont les sénateurs sortants, les députés, les conseillers régionaux, les conseillers généraux et les délégués des conseils municipaux, a été entièrement renouvelé. 
Le corps électoral appelé à élire les nouveaux sénateurs résulte des élections législatives de 2012 qui ont donné les six sièges du département à l'UMP, les élections régionales de 2010 qui ont conforté la majorité de gauche au conseil régional de Rhône-Alpes, les élections cantonales de 2008 et de 2011 qui ont conservé l'écrasante majorité du centre et de droite au sein du conseil général, et surtout les élections municipales de 2014 qui, pour ce qui est des principales communes, n'a connu qu'un mouvement significatif : la perte par le PS de Saint-Julien-en-Genevois au bénéfice de l'UDI. Mais dans ce département dominé par la droite, la gauche ne peut plus s'appuyer que sur une poignée de communes : Annemasse, Cran-Gevrier, Meythet, Publier, Ambilly et Taninges pour les communes de plus de 3 000 habitants. 
L'évolution la plus significative pour ce qui concerne la Haute-Savoie tient cependant au changement de mode de scrutin, les départements élisant trois sénateurs étant dorénavant concernés par le scrutin à la proportionnelle avec listes paritaires, ce qui devrait, mécaniquement, aboutir à un partage des sièges entre deux ou trois listes. Mais, en raison de sa faiblesse dans le département et du fait qu'elle parte, comme la droite, en ordre dispersé, la gauche n'est pas certaine de tirer profit de ce nouveau mode de scrutin.

## Rappel des résultats de 2004
|                | Jean-Paul Amoudry          | UDF            | 1 003 | 62,07  |  |  |
|                | Jean-Claude Carle          | UMP            | 825   | 51,05  |  |  |
|                | Pierre Hérisson            | UMP            | 823   | 50,93  |  |  |
|                | Robert Borrel              | DVG            | 467   | 28,90  |  |  |
|                | Ernest Nycollin            | UMP            | 307   | 19,00  |  |  |
|                | Annie Laffin               | PS             | 142   | 8,79   |  |  |
|                | Ali Harabi                 | PS             | 134   | 8,29   |  |  |
|                | Louis Duret                | DVD            | 114   | 7,05   |  |  |
|                | Francine Sanchez           | PCF            | 59    | 3,65   |  |  |
|                | Catherine Chotin           | Verts          | 53    | 3,28   |  |  |
|                | Dominique Martin           | FN             | 52    | 3,22   |  |  |
|                | Jean-Pierre Rambicur       | DIV            | 42    | 2,60   |  |  |
|                | Anne Huguet                | Verts          | 39    | 2,41   |  |  |
|                | Marie-Cécile Roth          | Verts          | 34    | 2,10   |  |  |
|                | Gilles Ambert              | PRG            | 13    | 0,80   |  |  |
|                | Jean-Louis Authosserre     | DIV            | 5     | 0,31   |  |  |
|                | Marie-Christine Montastier | DIV            | 5     | 0,31   |  |  |
|                |                            |                |       |        |  |  |
| Inscrits       | Inscrits                   | Inscrits       | 1 686 | 100,00 |  |  |
| Abstentions    | Abstentions                | Abstentions    | 12    | 0,71   |  |  |
| Votants        | Votants                    | Votants        | 1 674 | 99,29  |  |  |
| Blancs et nuls | Blancs et nuls             | Blancs et nuls | 58    | 3,46   |  |  |
| Exprimés       | Exprimés                   | Exprimés       | 1 616 | 96,54  |  |  |

## Sénateurs sortants
| Sénateur | Sénateur          | Parti | Fonctions lors de l'élection en 2004  |
| -------- | ----------------- | ----- | ------------------------------------- |
|          | Jean-Paul Amoudry | UDI   | Sénateur sortant, conseiller général  |
|          | Jean-Claude Carle | UMP   | Sénateur sortant, conseiller régional |
|          | Pierre Hérisson   | UMP   | Sénateur sortant, maire de Sévrier    |

## Collège électoral
En application des règles applicables pour les élections sénatoriales françaises, le collège électoral appelé à élire les sénateurs de Haute-Savoie en 2014 se compose de la manière suivante :
| Délégués des communes                                                                         |                        |                       |                       |          |                     |
|                                                                                               | Conseillers municipaux | Délégués / commune    | Communes concernées   | Délégués | % collège électoral |
| Délégués des communes de moins de 9 000 habitants                                             |                        |                       |                       |          |                     |
| - communes de < 100 habitants                                                                 | 7                      | 1                     | 1                     | 1        | 0,05%               |
| - communes de < 500 habitants                                                                 | 11                     | 1                     | 47                    | 47       | 2,473%              |
| - communes de < 1500 habitants                                                                | 15                     | 3                     | 136                   | 408      | 21,42%              |
| - communes de < 2 500 habitants                                                               | 19                     | 5                     | 44                    | 220      | 11,55%              |
| - communes de < 3 500 habitants                                                               | 23                     | 7                     | 16                    | 112      | 5,88%               |
| - communes de < 5 000 habitants                                                               | 27                     | 15                    | 13                    | 195      | 10,24%              |
| - communes de < 9 000 habitants                                                               | 29                     | 15                    | 21                    | 315      | 16,54%              |
| Délégués des communes de 9 000 à 29 999 habitants                                             |                        |                       |                       |          |                     |
| - communes de < 10 000 habitants                                                              | 29                     | 29                    | 0                     | 0        | 0,00%               |
| - communes de < 20 000 habitants                                                              | 33                     | 33                    | 10                    | 330      | 17,32%              |
| - communes de < 30 000 habitants                                                              | 35                     | 35                    | 1                     | 35       | 1,84%               |
| Délégués des communes de 30 000 habitants et plus                                             |                        |                       |                       |          |                     |
| - Annemasse (32 657 hab.)                                                                     | 39                     | 42                    | 1                     | 42       | 2,20%               |
| - Thonon-les-Bains (33 928 hab.)                                                              | 39                     | 43                    | 1                     | 43       | 2,26%               |
| - Annecy (51 012 hab.)                                                                        | 45                     | 71                    | 1                     | 71       | 3,73%               |
| Délégués des communes bénéficiant des dispositions particulières pour les communes fusionnées |                        |                       |                       |          |                     |
| Monnetier-Mornex (8), Reignier-Ésery (18)                                                     |                        |                       | 2                     | 26       | 1,36%               |
| Délégués des communes                                                                         | Délégués des communes  | Délégués des communes | Délégués des communes | 1 845    | 96,85%              |
| Conseillers généraux                                                                          | Conseillers généraux   | Conseillers généraux  | Conseillers généraux  | 34       | 1,78%               |
| Conseillers régionaux                                                                         | Conseillers régionaux  | Conseillers régionaux | Conseillers régionaux | 17       | 0,89%               |
| Députés                                                                                       | Députés                | Députés               | Députés               | 6        | 0,31%               |
| Sénateurs                                                                                     | Sénateurs              | Sénateurs             | Sénateurs             | 3        | 0,16%               |
| Total                                                                                         | Total                  | Total                 | Total                 | 1 905    | 100,00%             |

1. ↑  Dans les communes de moins de 9 000 le conseil municipal élit en son sein des délégués dont le nombre dépend de la taille de la commune.
2. ↑  Dans les communes de 9 000 à 29 999 habitants, tous les conseillers municipaux sont délégués. Il n'y a pas de délégués supplémentaires
3. ↑  Dans les communes de plus de 30 000 habitants, tous les conseillers municipaux sont délégués et, en complément, le conseil municipal désigne des délégués supplémentaires à raison d'un par tranche de 800 habitants au-delà de 30 000 habitants
4. ↑  « Dans le cas où le conseil municipal est constitué par application des articles L. 2113-6 et L. 2113-7 du code général des collectivités territoriales relatif aux fusions de communes dans leur rédaction antérieure à la loi n° 2010-1563 du 16 décembre 2010 de réforme des collectivités territoriales, le nombre de délégués est égal à celui auquel les anciennes communes auraient eu droit avant la fusion. » (Code électoral, article L284)

## Présentation des candidats
Les nouveaux représentants sont élus pour une législature de 6 ans au suffrage universel indirect par les grands électeurs du département. En Haute-Savoie, les trois sénateurs sont élus au scrutin proportionnel plurinominal. Chaque liste de candidats est obligatoirement paritaire et alterne entre les hommes et les femmes. 10 listes ont été déposées dans le département, comportant chacune 5 noms. Elles sont présentées ici dans l'ordre de leur dépôt à la préfecture et comportent l'intitulé figurant aux dossiers de candidature.

### Parti socialiste
| N° | Candidats | Candidats             | Parti | Principales fonctions            |
| -- | --------- | --------------------- | ----- | -------------------------------- |
| 01 |           | Claire Donzel         | PS    | Conseillère régionale            |
| 02 |           | Jean-Philippe Tavarès | PS    | Conseiller municipal de Nonglard |
| 03 |           | Évelyne Perrier       | PS    | Conseillère municipale de Loisin |
| 04 |           | Jean-François Degenne | PS    |                                  |
| 05 |           | Véronique Lecauchois  | PS    |                                  |

### Front national
| N° | Candidats | Candidats          | Parti | Principales fonctions                           |
| -- | --------- | ------------------ | ----- | ----------------------------------------------- |
| 01 |           | Marie Favre        | FN    | Conseillère régionale                           |
| 02 |           | Thomas Noël        | FN    | Conseiller municipal d'Annecy                   |
| 03 |           | Cécile Guillermain | FN    | Conseillère municipale de Seynod                |
| 04 |           | Dominique Martin   | FN    | Député européen, conseiller municipal de Cluses |
| 05 |           | Katia Terras       | FN    |                                                 |

### Divers gauche
| N° | Candidats | Candidats               | Parti | Principales fonctions               |
| -- | --------- | ----------------------- | ----- | ----------------------------------- |
| 01 |           | Sylvie Gillet de Thorey | DVG   | Vice-présidente du conseil régional |
| 02 |           | Gérard Fournier Bidoz   | DVG   | Maire des Villards-sur-Thônes       |
| 03 |           | Marie-France Marcos     | PRG   | Ancien Maire de Servoz              |
| 04 |           | Jean-Luc Soulat         | DVG   | Maire de Lucinges                   |
| 05 |           | Élisabeth Giguelay      | DVG   | Adjointe au maire de Publier        |

### Union pour un mouvement populaire
| N° | Candidats | Candidats         | Parti | Principales fonctions                 |
| -- | --------- | ----------------- | ----- | ------------------------------------- |
| 01 |           | Jean-Claude Carle | UMP   | Sénateur sortant, conseiller régional |
| 02 |           | Sylviane Noël     | UMP   | Maire de Nancy-sur-Cluses             |
| 03 |           | Jean Denais       | UMP   | Maire de Thonon-les-Bains             |
| 04 |           | Michèle Lutz      | UMP   | Maire de Doussard                     |
| 05 |           | Bernard Boccard   | UMP   | Maire de Cranves-Sales                |

### Europe Écologie Les Verts
| N° | Candidats | Candidats                  | Parti | Principales fonctions |
| -- | --------- | -------------------------- | ----- | --------------------- |
| 01 |           | Jacques Venjean            | EELV  |                       |
| 02 |           | Catherine Walthert Selosse | EELV  |                       |
| 03 |           | Daniel Debiolles           | EELV  |                       |
| 04 |           | Annie Collinet             | EELV  |                       |
| 05 |           | Olivier Marouzé            | EELV  |                       |

### Debout la République
| N° | Candidats | Candidats            | Parti | Principales fonctions                  |
| -- | --------- | -------------------- | ----- | -------------------------------------- |
| 01 |           | Jean-Philippe Deprez | DLR   | Adjoint au maire de La Roche-sur-Foron |
| 02 |           | Stéphanie Gallet     | DLR   |                                        |
| 03 |           | Christian Rousseau   | DLR   |                                        |
| 04 |           | Amandine Mollex      | DLR   |                                        |
| 05 |           | Julien Durand        | DLR   |                                        |

### Union pour un mouvement populaire
| N° | Candidats | Candidats                  | Parti | Principales fonctions                             |
| -- | --------- | -------------------------- | ----- | ------------------------------------------------- |
| 01 |           | Cyril Pellevat             | UMP   | Maire d'Arthaz-Pont-Notre-Dame                    |
| 02 |           | Annabel André-Laurent      | UMP   | Conseillère régionale, adjointe au maire d'Annecy |
| 03 |           | Bertrand Mauris-Demourioux | UMP   | Maire de Marignier                                |
| 04 |           | Stéphanie Piedvin          | UMP   | Adjointe au maire de Passy                        |
| 05 |           | Jean-Luc Bidal             | UMP   | Maire de Sciez                                    |

### Union des démocrates et indépendants
| N° | Candidats | Candidats          | Parti | Principales fonctions                |
| -- | --------- | ------------------ | ----- | ------------------------------------ |
| 01 |           | Loïc Hervé         | UDI   | Maire de Marnaz                      |
| 02 |           | Christine Burki    | UDI   | Conseillère municipale de Lucinges   |
| 03 |           | Jean-Luc Rigaut    | UDI   | Maire d'Annecy                       |
| 04 |           | Marie-Claude Nabet | UDI   | Ancien maire de Marin                |
| 05 |           | Jean-Paul Amoudry  | UDI   | Sénateur sortant, conseiller général |

### Front de gauche
| N° | Candidats | Candidats           | Parti | Principales fonctions |
| -- | --------- | ------------------- | ----- | --------------------- |
| 01 |           | Loris Fontana       | PCF   |                       |
| 02 |           | Gilles Ravache      | PCF   |                       |
| 03 |           | Catherine Clémencet | PCF   |                       |
| 04 |           | Michel Vuillaume    | PCF   |                       |
| 05 |           | Francine Sanchez    | PCF   |                       |

### Divers droite
| N° | Candidats | Candidats                | Parti | Principales fonctions         |
| -- | --------- | ------------------------ | ----- | ----------------------------- |
| 01 |           | François Daviet          | DVD   | Maire de La Balme-de-Sillingy |
| 02 |           | Ségolène Guichard        | DVD   | Maire de Metz-Tessy           |
| 03 |           | Pascal Bel               | DVD   | Conseiller général            |
| 04 |           | Marie-Christine Le Deist | DVD   |                               |
| 05 |           | Jean Verdel              | DVD   |                               |

## Résultats
| Tête de liste | Tête de liste           | Liste       | Voix  | %      | Sièges |  |
| ------------- | ----------------------- | ----------- | ----- | ------ | ------ |  |
|               | Jean-Claude Carle       | UMP         | 558   | 29,84  | 1      |  |
|               | Cyril Pellevat          | UMP         | 408   | 21,82  | 1      |  |
|               | Loïc Hervé              | UDI         | 358   | 19,14  | 1      |  |
|               | Sylvie Gillet de Thorey | DVG         | 234   | 12,51  |        |  |
|               | François Daviet         | DVD         | 69    | 3,69   |        |  |
|               | Marie Favre             | FN          | 67    | 3,58   |        |  |
|               | Jacques Venjean         | EELV        | 66    | 3,53   |        |  |
|               | Claire Donzel           | PS          | 63    | 3,37   |        |  |
|               | Loris Fontana           | PCF         | 30    | 1,60   |        |  |
|               | Jean-Philippe Deprez    | DLR         | 17    | 0,91   |        |  |
|               |                         |             |       |        |        |  |
| Inscrits      | Inscrits                | Inscrits    | 1 905 | 100,00 |        |  |
| Abstentions   | Abstentions             | Abstentions | 10    | 0,52   |        |  |
| Votants       | Votants                 | Votants     | 1 895 | 99,48  |        |  |
| Blancs        | Blancs                  | Blancs      | 14    | 0,74   |        |  |
| Nuls          | Nuls                    | Nuls        | 11    | 0,58   |        |  |
| Exprimés      | Exprimés                | Exprimés    | 1 870 | 98,68  |        |  |